# La Galatea

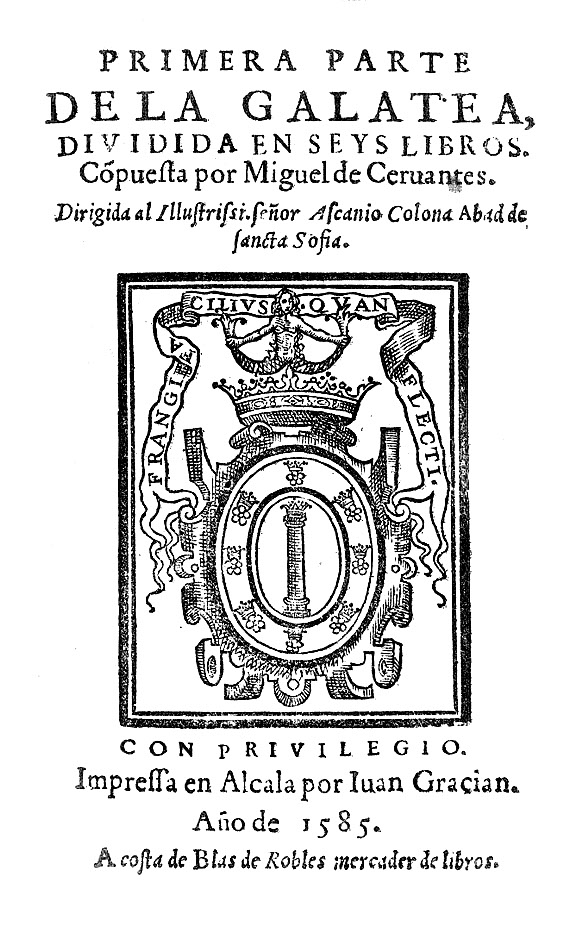

La Galatea är Miguel de Cervantes första utgivna bok. Den publicerades 1585 under titeln Primera parte de la Galatea: dividida en seis libros ("Första delen av La Galatea, indelad i sex böcker"). Verket är till sin yttre form en pastoral, men till sin karaktär en psykologisk studie av kärlek. Cervantes höll själv verket högt och planerade en fortsättning, vilken dock aldrig blev utgiven.